# Lee Joo-hyung
Lee Joo-hyung (kor. 이주형, ur. 5 marca 1973) – południowokoreański gimnastyk. Dwukrotny medalista olimpijski z Sydney.
Zawody w 2000 były jego trzecimi igrzyskami, wcześniej brał udział w igrzyskach w 1992 i 1996. W Sydney zdobył srebro w ćwiczeniach na poręczach i brąz w ćwiczeniach na drążku. W 1999 w ćwiczeniach na poręczach był mistrzem świata.